# Albert Henne
Albert Leon Henne, född 1901, död 1967, var en belgisk-amerikansk kemist.
Albert Henne blev filosofie doktor i Bryssel 1926. Han är mest känd för sina för industriellt bruk utarbetade synteser av organiska freoner, vilka fick stor användning, speciellt inom kyltekniken. Från 1931 var han forskningschef vid Midgley Foundation, knuten till Ohio State University, där han dessutom var professor i kemi.